# Houma
Houma (francuski Ouma)  /houma =red; skračeno od såktci homma, "red crawfish," nesumnjivo dolazi po njihovom plemenskom amblemu./ Pleme Muskhogean Indijanaca iz s istočne strane Mississippija koja je nastalo separacijom od Chakchiuma. Danas njih oko 11,000 kao United Houma Nation čine najveće pleme u Louisiani.

## Jezik
Jezik houma, danas nestao, pripadao je porodici Muskhogean i bio srodan s chakchiuma, chickasaw i choctaw.

## Povijest
Najraniji poznati dom Houma bio je vjerojatno kod današnjeg Pinckneya u Mississippiju. Negdje 1682 oni se odvajaju od Chakchiuma a žive nekoliko milja istočno od rijeke Mississippi. Iberville za njih kaže da su 1699. mogli imati oko 350 ratnika, ili ukupno 1,800 duša. Nekoliko godina kasnije (1708) napali su Tunica Indijanci koje su Chickasawi potisnuli s ušća Yazoo rivera, pa se pokreću nizvodno prema Francuzima. Kako nisu bili u dobrim odnosima s Natchezima, Tunice se naseljavaju nizvodno između njih i Houma. Tunice napadnu na Houme pa ih polovicu pobijaju, a ostatak Houma bježi prema Bayou St. John kod New Orleansa gdje su se udružili s Acolapissama i Bayogoulama, gdje će ostati negdje do 1722. Pod pritiskom bijelih naseljenika migriraju uzvodno u župu Ascension. Houme su u dobrim odnosima s Francuzima pa im pomažu u ratovima protiv Natcheza (1729) i Chickasaw (1731). Ratovi, i bolesti slabe njihov broj, pa ih je 1739. preostalo 300 među kojima su i Acolapisse i Bayogoule. Godine 1776. prodaju znatan dio svog teritorija dvojici francuskih kreola. Choctaw Indijanci, rođaci njihovih neprijatelja Chickasawa, postaju veoma agresivni prema manim plemenima Louisiane, uključujući Houme i Caddoe. U istom trenutku zaprijeti i opasnost od Talapoosa Indijanaca, nekog plemena iz grupe Creeka koje je živjelo u Alabami, a sada se doselilo na Big Black River u Louisiani. Talapoose napadaju na američke naseljenike i zaprijete Houmama. Ovi se nakon toga 1805 priključe Atakapama blizu jezera Lake Charles. Godine 1836. preostat će nešto mješanaca Acolapissa, Bayogoula i Houma i ostat će na obali Zaljeva do današnjeg dana gdje će im broj počet rast; 100 (1900); 125 (1910); 639 (1920); 936 (1930); 17,800 (1994); 20,000 (2000). 
Pleme Houma 1987. piše peticiju Uredu za indijanske poslove (Bureau of Indian Affairs) ili kraće BIA, ali je peticija 1994. odbijena. Većina ih živi u blizini ili u gradovima |Montagne, |Golden Meadow i |Dulac-Grand Caillou u župama Terrebonne i Lafourche. 
Noviju katastrofu Houme doživljavaju razaranjem uragana Katrina, koji 2005 pogađa zemlje Zaljeva, prilikom čega prema riječima vrhovnog plemenskog poglavice Brenda Dardar Robichaux, Indijanci nisu prilili nikakvu nacionalnu ili federalnu pomoć (vidi više  Arhivirana inačica izvorne stranice od 25. svibnja 2008. (Wayback Machine))

## Etnografija
Houme su maleno pleme s kulturom tipičnom Jugoistočnim Indijancima, koje je, računa se zbog njihovog totema (crveni rak; red crayfish), separiralo od Chakchiuma. Njihovo brojno stanje nakon odvajanja od matičnog plemena mogla je iznositi oko 3,000. Svoja sela gradili bi na padinama brda kako bi se zaštitili od od poplava rijeke Mississippi. Dva glavna sela bila su Little Houma i Great Houma. Sela su bila kružnog oblika u kojima su kolibe od ožbukanog pletera postavljene uokolo velikog središnjeg trga. Selom dominiraju tri glavne strukture na platformama mounda, od kojih su dvije bila svetišta u kojima su svečenici održavali vječnu vatru.
Odjeća je svedena na pregače koje su visjele do koljena i pernate ogrtače za muškarce, dok su žene nosile kratka suknjice i obnažene do pojasa. I muškarci i žene kosu su nosili dugu a tijela i lica tetovirali. Francuzi su uočili da je kod starije populacije (kasno 17. stoljeće) čelo bilo pljosnato, što je upućivalo na deformaciju lubanje, no kod mlađe generacije to nisu primijetili. Ovaj običaj koji se vrši na tek novorođenim bebama, dok su kosti lubanje mekane, među Houmama je nestao 1700.-tih godina.
Sela Houma bila su okružena poljima na kojima su uzgajali tipične indijanske kulture, kukuruz, grah, tikve (razne vrste skvoša), i suncokret. Do mesa su dolazili i ribolovom. Glavno prijevozno sredstvo bio je dugout-kanu, dubljen u drvetu.

## Vanjske poveznice
- Lee Sultzman, Houma History
- Who were the Houma Indians?  Arhivirana inačica izvorne stranice od 3. srpnja 2008. (Wayback Machine)